# Heinen
Heinen ist ein deutscher Familienname.

## Namensträger
- Adolf Heinen (1897–1975), deutscher römisch-katholischer Geistlicher, Jesuit, Missionswissenschaftler, Herausgeber und Erzähler
- Alfred Heinen (1880–1943), deutscher Unterhaltungskünstler
- Anton Heinen (1869–1934), deutscher Priester und Erwachsenenpädagoge
- Anton Michael Heinen (1939–1998), deutscher Jesuit und Orientalist
- Armin Heinen (* 1952), deutscher Historiker und Hochschullehrer
- Bettina Heinen-Ayech (1937–2020), deutsche Malerin
- Bruno Heinen (* ≈1985), Pianist und Komponist
- Danton Heinen (* 1995), kanadischer Eishockeyspieler
- Dirk Heinen (* 1970), deutscher Fußballtorwart
- Eelco Heinen (* 1981), niederländischer Politiker
- Edmund Heinen (1919–1996), deutscher Wirtschaftswissenschaftler und Hochschullehrer
- Ernst Heinen (1933–2024), deutscher Historiker
- Eugen Heinen (1901–1981), deutscher Heimatforscher
- Franz Heinen (Politiker) (1887–1963), deutscher Politiker (SPD)
- Franz Albert Heinen (* 1953), deutscher Journalist und Autor
- Friedrich Heinen (1920–1982), deutscher Politiker (CDU)
- Gabriele Heinen-Kljajić (* 1962), deutsche Politikerin (Bündnis 90/Die Grünen), MdL
- Guido Heinen (* 1966), deutscher Theologe und Journalist
- Gustav von Heinen (1818/19–1898), schlesischer Rittergutsbesitzer und Politiker
- Hans Heinen (1860–1943), deutscher Maler
- Heinrich Heinen (1921–2008), deutscher Journalist, Zeitungsverleger und Herausgeber
- Heinz Heinen (1941–2013), belgisch-deutscher Althistoriker
- Helmut Heinen (* 1955), deutscher Zeitungsverleger und Herausgeber
- Horst Heinen (1927–2001), deutscher Maler und Grafiker
- Jeannot Heinen (1937–2009), luxemburgischer Komponist und Musiker
- Johann Jakob Josef Heinen (Hanns Heinen; 1895–1961), deutscher Journalist und Redakteur
- Josef Heinen (Gerechter unter den Völkern) (1898–1989), deutscher Kaufmann und Gerechter unter den Völkern
- Josef Heinen (Leichtathlet) (1929–1988), deutscher Leichtathlet
- Karl Heinen (1935–2024), deutscher Theologe
- Norbert Heinen (Verwaltungsjurist) (1936–2023), deutscher Verwaltungsjurist, Versicherungsmanager und Vereinsfunktionär
- Norbert Heinen (Pädagoge) (* 1953), deutscher Sonderpädagoge und Hochschullehrer
- Norbert Heinen (Manager) (1954–2019), deutscher Versicherungsmanager
- Reinhardt Heinen (1954–2025), deutscher Künstler
- Reinhold Heinen (1894–1969), deutscher Politiker (CDU), Journalist und Verleger
- Růžena Heinen (* 1948), deutsche Basketballspielerin, siehe Růžena Škodová-Davoodi
- Thomas Heinen (Sänger) (* 1968), deutscher Sänger, Gitarrist und Songschreiber
- Thomas Heinen (* 1978), deutscher Sportwissenschaftler und Hochschullehrer
- Ulrich Heinen (* 1960), deutscher Pädagoge, Kunsthistoriker und Hochschullehrer
- Ursula Heinen-Esser (* 1965), deutsche Politikerin (CDU)
- Werner Heinen (1896–1976), deutscher Biologe und Schriftsteller
- Wilhelm Heinen (1909–1986), deutscher katholischer Theologe